# 彭羅德冰原島峰
85°35′S 134°53′W / 85.583°S 134.883°W
彭羅德冰原島峰（英語：Penrod Nunatak）是南極洲的冰原島峰，位於瑪麗伯德地，處於阿比冰原島峰西北面3.7公里，美國地質調查局根據測量和該國海軍的空中照片繪入地圖，現時由南極條約體系管理。